# 沼田市立利根中学校
沼田市立利根中学校（ぬまたしりつ とねちゅうがっこう）は、群馬県沼田市にある公立中学校。

## 概要
群馬県立尾瀬高等学校と連携型中高一貫教育を行っている。

## 沿革
- 1947年4月 - 東村立東中学校創立（校舎は東小学校講堂を使用）。
- 1952年10月 - 新校舎落成し、新校舎へ移転。
- 1953年11月 - 校歌制定される。
- 1956年9月 - 東村、赤城根村が合併し、利根村が誕生。校名を利根村立東中学校とする。
- 1960年3月 - 穴原分校が廃止される。
- 1962年7月 - 校旗制定
- 1964年10月 - ミルク給食開始
- 1968年9月 - 新校旗制定
- 1988年3月 - 新校舎落成、移転。
- 1989年1月 - ランチルーム完成。一斉給食が始まる。
- 1997年
  - 3月 - 南郷中学校が廃止される。
  - 4月 - 利根村立東中学校の校名を利根村立利根中学校に変更する。
- 2000年4月 - 利根村立根利中学校が廃校となり、生徒は本校に転入する。
- 2001年4月 - 中高一貫教育推進校指定（2年間）
- 2002年10月 - 県へき地教育研究大会開催
- 2003年4月 - 中高一貫教育開発指定校（2年間）
- 2004年4月 - 中高一貫教育改善充実指定校（2年間）
- 2005年2月13日 - 利根村の沼田市への編入に伴い、校名を沼田市立利根中学校に変更する。
- 2007年11月 - 沼田市教育水準向上研究授業発表
- 2009年
  - 4月 - 沼田市社会福祉協力校指定（2年間）
  - 10月 - 群馬銀行環境財団環境教育賞を受賞

## 部活動
- 野球部（男・女）
- 柔道部（男・女）
- ソフトテニス部（男・女）
- 女子バレーボール部（休部中）
- 女子バスケットボール部

臨時で「陸上部」「駅伝部」もできる

## 通学区域
- 沼田市[1]
  - 利根町のうち追貝、平川、千鳥、高戸谷、大楊、老神、大原、園原、穴原、日影南郷、日向南郷、柿平、小松、青木、砂川(中倉及び八軒家を除く）、根利（赤城原を除く)

## 進学前小学校
- 沼田市立利根小学校

## 著名な卒業生
- 髙橋光成 - プロ野球選手（投手）[2]